# شانتال جانزن
شانتال جانزن (هلندی: Chantal Janzen؛ زادهٔ ۱۵ فوریهٔ ۱۹۷۹) هنرپیشه، خواننده، مجری اهل هلند است.
از فیلم‌ها یا برنامه‌های تلویزیونی که وی در آن نقش داشته‌است می‌توان به دوس بیگالو: ژیگولوی اروپایی اشاره کرد.